# Stefanie Engler

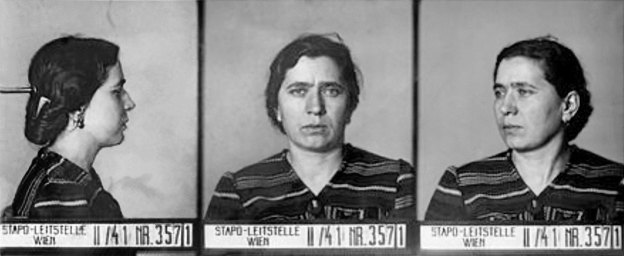
Erkennungsfoto der Wiener Gestapo

Stefanie Engler (* 18. November 1910 in Wien; † 25. Juni 1943 in der Strafanstalt Plötzensee, Berlin) war eine österreichisch-deutsche Kommunistin sowie Widerstandskämpferin gegen den Nationalsozialismus und ein Opfer der NS-Kriegsjustiz. 

## Leben und Tätigkeit
Stefanie Engler stammte aus einer Wiener Arbeiterfamilie und war von 1924 bis 1926 Mitglied des Arbeiterturnvereins. Von 1929 gehörte sie dem sozialdemokratischen Touristenvereins „Die Naturfreunde“ an.

### Betätigung im Widerstand während des Zweiten Weltkriegs
Während des Zweiten Weltkriegs arbeitete Engler als Schweißerin. 1940 lernte sie den kaufmännischen Angestellten Leopold Fritzsche kennen, mit dem sie sich verlobte. Durch ihn wurde Engler Mitarbeiterin der „Proko“, der „Provinzkommission der Kommunistischen Partei Österreichs“, deren Leiter zu dieser Zeit ihr Verlobter war. Diese Untergrundorganisation stellte die Verbindung zwischen der Wiener Parteizentrale und den einzelnen kommunistischen Zellen in den Bundesländern sicher, um den Kampf der Partei gegen die nationalsozialistische Herrschaft zu organisieren.
In der folgenden Zeit übernahm sie vor allem Aufgaben als Kurierin, wobei sie unter anderem das in periodischen Folgen erscheinende Flugblatt Weg und Ziel sowie Exemplare der kommunistischen Tageszeitung Die Rote Fahne zu verbreiten half. Engler übernahm den Transport von Matrizen, Schreibmaschinenpapier und Vervielfältigungsapparate zur Anfertigung der Schriften, die nur in geringer Stückzahl von etwa 50 Kopien aufgelegt werden konnten. Beide Druckschriften richteten sich gegen den Nationalsozialismus und den imperialistischen Krieg und riefen dazu auf, den Krieg in einen Bürgerkrieg zur Herbeiführung einer kommunistischen Herrschaft umzuwandeln.
In einem Aufruf der Roten Fahne zum 1. Mai hieß es beispielsweise:

„An diesem l. Mai stöhnen die Arbeiter Österreichs unter dem Joch einer unerhörten Ausbeutung und Tyrannei. Abertausende volksfremde Parasiten aus dem bluttriefenden Reich des Hitler-Faschismus kamen, um zu rauben, was sie nur zu rauben vermochten. Überstundenprozente und Achtstundentag wurden gestohlen, Sozialversicherung um ein Werkzeug des Betruges und der Ausbeutung verwandelt, die Arbeiter zu schärfster Hetzarbeit angetrieben, die Löhne direkt und indirekt gesenkt, die Preise der Massenkonsumartikel ins Unermeßliche erhöht .......
 
 Marx und Engels, Lenin und Stalin, sind unsere Lehrmeister. Die russische Revolution ist unser Vorbild. Von ihnen haben wir gelernt, wie man für das arbeitende Volk zu kämpfen, wie man den Sieg der Arbeiterschaft im eigenen Land zu wahren hat, wie man die Befreiung der Welt vom Kapitalismus, Imperialismus und Faschismus herbeiführen wird. Und so rufen wir dem österreichischen werktätigen Volk an diesem 1. Mai unsere Parole zu:
 
 Arbeiter und Bauern. Werktätige aller Stände.
 Vereinigt Euch!
 Wir wollen Frieden!
 Nieder mit dem Krieg!
 Wir wollen keinerlei kapitalistische oder dynastische Fremdherrschaft!
 Nieder mit Hitler! Nieder mit Habsburg!
 Wir fordern Gewissens- und Glaubensfreiheit!
 Wir fordern Arbeit für friedlichen Aufbau und Wohlstand des Volkes!
 Wir fordern·höheren Lohn für ein menschenwürdiges Dasein!
 Es lebe das revolutionäre österreichische Volk!
 Es lebe die Unabhängigkeit aller vom deutschen Faschismus unterjochten Völker!
 Es lebe die Arbeiterschaft der ganzen Welt!
 Es lebe die Sowjetunion, das Bollwerk des Friedens!“

### Verhaftung, Prozess, Hinrichtung
Ende 1940 gelang es der Geheimen Staatspolizei einen Spitzel namens Kurt Koppel in die kommunistische Untergrundorganisation in Österreich einzuschleusen. Nachdem dieser das Netzwerk der Kommunisten mehrere Monate lang ausspioniert hatte, schritt die Geheimpolizei Anfang 1941 zur Tat: Im Zuge einer umfangreichen Verhaftungswelle wurde die wichtigste und größte nach 1934 verbliebene kommunistische Untergrundorganisation im Gebiet des ehemaligen Österreichischen Staates zerschlagen. Dabei wurden mehr als 500 Mitglieder der Untergrund-KPD verhaftet, darunter der Chef der illegalen Parteileitung Erwin Puschmann sowie auch Engler und ihr Verlobter Fritsche.
Die von Engler mitverbreiteten Aufrufe führten dazu, dass sie wegen des Vorwurfes, sie habe sich der Wehrkraftzersetzung, Landesverrat, landesverräterische Feindbegünstigung und Vorbereitung zum Hochverrat schuldig gemacht, im Februar 1943 vor dem 6. Senat des Berliner Volksgerichtshofs unter dem Vorsitz des Volksgerichtsrats Robert Hartmann und des Oberlandesgerichtsrats Wladimir alias Waldemar Fikeis angeklagt wurde. Als Beisitzern wirkten der SS-Brigadeführer Friedemann Goetze, der SA-Brigadeführer Daniel Hauer, der Polizeipräsident Heinrich von Dolega-Kozierowski und als Vertreter des Oberreichsanwalts der Staatsanwalt Karl Figge an dem Verfahren mit.
Obwohl es der Reichsanwaltschaft nicht gelang einen Beweis für Englers Mitwirkung an der Verbreitung der Flugschrift „Weg und Ziel Nr. 4“ nachzuweisen und es ihrer Verteidigung bedingt gelang den Eindruck zu erwecken, dass sie lediglich aus Liebe zu ihrem Verlobten Fritzsche in der kommunistischen Organisation tätig gewesen sei (wobei sie realiter eine von sich aus agierende Aktivistin der KPÖ war) entschied das Gericht entsprechend der rigiden Schuldsprechungspraxis der NS-Justiz während des Zweiten Weltkriegs gegen sie: Im Urteil vom 26. Februar 1943 wurde sie für schuldig befunden und zum Tode verurteilt. In der vom Landgerichtsrat Hartmann formulierten Urteilsbegründung, die zeittypisch von zahlreichen herabsetzenden Äußerungen in Bezug auf die Verurteilten durchzogen ist, wurde sie zudem für ehrlos erklärt. Im Urteil hieß es u. a.:

„Ihre Mitwirkung bei der Verbreitung zahlreicher Flugblätter über mehrere Gaue des Donau- und Alpenlandes und bei der Vorbereitung für die Herstellung von Flugblättern überhaupt, und dies alles dazu während des Krieges, stempelt ihre Tätigkeit als besonders gefährlich. Ein minder schwerer Fall der Vorbereitung zum Hochverrat scheidet daher von jeder Erörterung aus. Die Tat und das Verschulden der Angeklagten wiegen vielmehr so schwer, daß die Härte der Zeit, die gebieterisch die Ausmerzung aller Staatsfeinde erfordert, bei der gemäß § 83 Abs. 3 StGB. zu bemessenden Strafe eine andere Wahl als die Todesstrafe nicht zuläßt. Sie wurde verhängt, und es werden der Angeklagten wegen der Ehrlosigkeit ihres Verhaltens überdies die bürgerlichen Ehrenrechte für immer aberkannt (§ 32 StGB). Als Verurteilte treffen die Angeklagte die Kosten (§ 465 StPO).“

Die Hinrichtung wurde schließlich am 25. Juni 1943 in der Strafanstalt Berlin-Plötzensee mit dem Fallbeil vollstreckt. Englers Verlobter Fritzsche war bereits am 21. September 1942 zum Tode verurteilt worden.
Die an dem Verfahren gegen Engler mitwirkenden Juristen konnten ihre Karriere nach 1945 größtenteils in der BRD fortsetzen: Der Volksgerichtsrat Robert Hartmann wurde Leiter des Amtsgerichtes Königswinter. Der die Anklage führende Staatsanwalt Karl Figge arbeitete bis zu seinem Tod 1972 als Rechtsanwalt und Notar beim Amtsgericht Schwelm. Gegen den Oberlandesgerichtsrat Fikeis wurde zwar nach dem Krieg eine Voruntersuchung wegen §§ 101, 102a StG (missbräuchliche Urteile des Senates für Hoch- und Landesverratssachen) eingeleitet. Das Hauptverfahren konnte jedoch nicht eröffnet werden und wurde aufgrund § 412 StPO abgebrochen, da er bereits 1945 verstorben war. Der Verbleib der Schöffen Hauer und Kozierowski nach 1945 ist ungeklärt. Goetze starb 1946 in Stade.